# Frédéric de Saxe-Weissenfels-Dahme
Frédéric de Saxe-Weissenfels (Frederick Erdmann; Halle, 20 novembre 1673 -  Dahme, 16 avril 1715), est un prince allemand membre de la Maison de Wettin et duc de Saxe-Weissenfels-Dahme.

## Biographie
Il est le sixième fils de Auguste de Saxe-Weissenfels, mais le premier-né de son second mariage avec Jeanne de Leiningen-Westerbourg.
Parce que l'un des plus jeunes enfants de son père, il n'a pas hérité d'une part du duché de Saxe-Weissenfels. Frédéric se consacre à une carrière militaire et, par conséquent, depuis qu'il a quatorze ans (1687) est resté à la cour de saxe à Dresde, où il devient Lieutenant-Général.
Après un accord avec son neveu Jean-Georges de Saxe-Weissenfels, il reçoit l'arrondissement de Dahme comme son apanage, mais sans la pleine souveraineté, étant dépendant de la branche aînée.
À Dahme le 13 février 1711, Frédéric épouse Émilie-Agnès de Reuss-Schleiz, comtesse douairière de Promnitz-Pless. Ils n'ont pas d'enfants,.
Frédéric prend résidence dans son pays et commande aux architectes Johann Christoph Schütze et Elias Scholtz dès 1711, la construction du château de Dahme (en allemand : Schloss Dahme sur les vestiges de l'ancienne forteresse médiévale, qui est terminé après quatre années de construction. Le jardin disposait d'un kiosque, de sculptures en grès et de grottes selon le style baroque. Cependant, Frédéric n'a jamais vécu là parce qu'il est mort peu de temps avant l'achèvement de la construction. Au lieu de cela, sa veuve Émilie Agnes prend le château comme son douaire, mais plus tard, elle vit principalement dans les autres dépendances qu'elle a reçues de son premier mariage, Vetschau et Fürstlich Drehna, où elle meurt en 1729. Plus tard, le dernier duc de Saxe-Weissenfels, Jean-Adolphe II de Saxe-Weissenfels poursuit les travaux de construction à partir de 1719 et fait du château de Dahme sa résidence secondaire.
Frédéric est mort à Dahme à l'âge de 41 ans Il a été enterré dans la Schlosskirche, Weissenfels.